# Dystans osobniczy
Dystans osobniczy – najmniejsza odległość utrzymywana pomiędzy dwoma osobnikami tego samego gatunku zwierząt na obszarze niebędącym ich terytorium. Wielkość tego dystansu waha się od zera wśród gatunków tworzących skupiska, do ponad metra, przy czym osobniki dominujące w hierarchii utrzymują większe odległości. W przypadku jego zmniejszenia osobniki reagują ucieczką lub odstraszaniem. 
Pojęcie wprowadził zoolog Heini Hediger. W ujęciu Halla określany jest tym terminem także dystans osobisty człowieka.